# Louis Napoléon Murat
Louis Napoléon Murat (Parigi, 22 dicembre 1851 – Parigi, 22 settembre 1912) è stato un cavaliere francese.
Era il figlio del principe di Napoli, Napoleone Luciano Carlo Murat.

## Biografia

### Cavaliere
Murat partecipò ai Giochi olimpici 1900 di Parigi, nelle gare di equitazione di salto ostacoli, salto in lungo e Chevaux de Selle. Ottenne il quarto posto nella gara di salto in lungo e vinse la medaglia d'oro nel Chevaux de Selle. Questa medaglia non viene considerata ufficiale dal CIO.

### Vita privata
Louis Napoléon Murat sposò ad Odessa, il 23 novembre 1873, Eudoxia Mikhailovna Somow, dalla quale ebbe tre figli:
- Eugenio (1875-1906)[1], che sposò Violette Ney d'Elchingen (1878-1936)[2], figlia  d Michel-Aloys Ney e di Paule Furtado-Heine. Il loro figlio fu Pierre (1900-1948)[3]  che sposò Isabella d'Orléans (1900-1883)[4] da lei la coppia non ebbe figli.
- Oscar (1876-1884)
- Michele (1887-1941)[5], che sposò Helena Macdonald Stallo (1893-1932), un'ereditiera americana di Cincinnati. La loro unica figlia, Laura Louise (1913-1986)[6], sposò in prime nozze nel 1931 Jean-Paul Frank (1905-?) da cui ebbe una figlia Ghislaine (1932-2009)[7] sposata con Silvestre Vautier (1911-1990), successivamente nel 1940 il giornalista svizzero Fernand Auberjonois, cui diede due figli, l'attore statunitense René Murat Auberjonois (1940-2019)[8] e Michel Henri Auberjonois (1941-2011)[9].

## Palmarès
| Anno | Manifestazione  | Sede   | Evento           | Risultato |
| ---- | --------------- | ------ | ---------------- | --------- |
| 1900 | Giochi olimpici | Parigi | Chevaux de Selle | Oro       |

## Ascendenza
|                                |   |                        | Genitori                   |  |  | Nonni |  |  | Bisnonni           |  |  | Trisnonni       |  |
|                                |   |                        |                            |  |  |       |  |  | Pierre Murat-Jordy |  |  | Guillaume Murat |  |
|                                |   |                        |                            |  |  |       |  |  | Pierre Murat-Jordy |  |  | Guillaume Murat |  |
|                                |   | Marguerite Herbeil     |                            |  |  |       |  |  | Pierre Murat-Jordy |  |  |                 |  |
| Gioacchino Murat, Re di Napoli |   |                        |                            |  |  |       |  |  | Pierre Murat-Jordy |  |  |                 |  |
|                                |   | Jeanne Loubières       | Pierre Loubières           |  |  |       |  |  |                    |  |  |                 |  |
|                                |   | Jeanne Loubières       | Pierre Loubières           |  |  |       |  |  |                    |  |  |                 |  |
|                                |   | Jeanne Loubières       | Jeanne Viellescazes        |  |  |       |  |  |                    |  |  |                 |  |
| Napoleone Luciano Carlo Murat  |   | Jeanne Loubières       |                            |  |  |       |  |  |                    |  |  |                 |  |
|                                |   | Carlo Maria Buonaparte | Giuseppe Maria Buonaparte  |  |  |       |  |  |                    |  |  |                 |  |
|                                |   | Carlo Maria Buonaparte | Giuseppe Maria Buonaparte  |  |  |       |  |  |                    |  |  |                 |  |
|                                |   | Carlo Maria Buonaparte | Maria Saveria Paravicini   |  |  |       |  |  |                    |  |  |                 |  |
| Carolina Bonaparte             |   | Carlo Maria Buonaparte |                            |  |  |       |  |  |                    |  |  |                 |  |
|                                |   | Maria Letizia Ramolino | Giovanni Geronimo Ramolino |  |  |       |  |  |                    |  |  |                 |  |
|                                |   | Maria Letizia Ramolino | Giovanni Geronimo Ramolino |  |  |       |  |  |                    |  |  |                 |  |
|                                |   | Maria Letizia Ramolino | Angela Maria Pietrasanta   |  |  |       |  |  |                    |  |  |                 |  |
| Louis Napoléon Murat           |   | Maria Letizia Ramolino |                            |  |  |       |  |  |                    |  |  |                 |  |
|                                | … | …                      |                            |  |  |       |  |  |                    |  |  |                 |  |
|                                | … | …                      |                            |  |  |       |  |  |                    |  |  |                 |  |
|                                | … | …                      |                            |  |  |       |  |  |                    |  |  |                 |  |
| Thomas Fraser                  | … |                        |                            |  |  |       |  |  |                    |  |  |                 |  |
|                                |   | …                      | …                          |  |  |       |  |  |                    |  |  |                 |  |
|                                |   | …                      | …                          |  |  |       |  |  |                    |  |  |                 |  |
|                                |   | …                      | …                          |  |  |       |  |  |                    |  |  |                 |  |
| Caroline Georgina Fraser       |   | …                      |                            |  |  |       |  |  |                    |  |  |                 |  |
|                                |   | Thomas Loughton Smith  | Benjamin Smith             |  |  |       |  |  |                    |  |  |                 |  |
|                                |   | Thomas Loughton Smith  | Benjamin Smith             |  |  |       |  |  |                    |  |  |                 |  |
|                                |   | Thomas Loughton Smith  | Ann Loughton               |  |  |       |  |  |                    |  |  |                 |  |
| Ann Loughton Smith             |   | Thomas Loughton Smith  |                            |  |  |       |  |  |                    |  |  |                 |  |
|                                |   | Elizabeth Inglis       | …                          |  |  |       |  |  |                    |  |  |                 |  |
|                                |   | Elizabeth Inglis       | …                          |  |  |       |  |  |                    |  |  |                 |  |
|                                |   | Elizabeth Inglis       | …                          |  |  |       |  |  |                    |  |  |                 |  |
|                                |   | Elizabeth Inglis       |                            |  |  |       |  |  |                    |  |  |                 |  |